# 访问中华人民共和国的各国元首及最高领导人列表 (21世纪20年代)
访问中华人民共和国的各国国家元首及最高领导人列表 (21世纪20年代)收录中华人民共和国21世纪20年代，各国国家元首来华所进行的外交访问。

## 2020年
| 国家元首及最高领导人称号 | 来访者              | 邀请者             | 日期                                      | 访问类型 | 简介↑                                                    |
| ------------------------ | ------------------- | ------------------ | ----------------------------------------- | -------- | -------------------------------------------------------- |
| 基里巴斯总统             | 塔内希·马茂         | 中国国家主席习近平 | 1月4日至11日                              | 国事访问 | 对中华人民共和国进行国事访问。                           |
| 蒙古国总统               | 哈勒特马·巴特图勒嘎 |                    | 2月27日                                   | 工作访问 | 对中华人民共和国进行访问。此访适逢2019新型冠状病毒疫情。 |
| 巴基斯坦总统             | 阿里夫·阿尔维       | 中国国家主席习近平 | 3月16日至17日                             |          | 对中华人民共和国进行访问。此访适逢2019新型冠状病毒疫情。 |
| 柬埔寨国王               | 诺罗敦·西哈莫尼     |                    | 4月1日至5月11日                           | 查体修养 | 每年与太后诺罗敦·莫尼列来华两次例行体检。                |
| 柬埔寨国王               | 诺罗敦·西哈莫尼     | 10月6日至11月7日   | 每年与太后诺罗敦·莫尼列来华两次例行体检。 | 查体修养 |                                                          |

## 2021年
| 国家元首及最高领导人称号 | 来访者          | 邀请者           | 日期                                      | 访问类型 | 简介↑                                     |
| ------------------------ | --------------- | ---------------- | ----------------------------------------- | -------- | ----------------------------------------- |
| 柬埔寨国王               | 诺罗敦·西哈莫尼 |                  | 3月1日至4月5日                            | 查体修养 | 每年与太后诺罗敦·莫尼列来华两次例行体检。 |
| 柬埔寨国王               | 诺罗敦·西哈莫尼 | 8月16日至9月25日 | 每年与太后诺罗敦·莫尼列来华两次例行体检。 | 查体修养 |                                           |

## 2022年
| 国家元首及最高领导人称号         | 来访者                    | 邀请者                         | 日期              | 访问类型 | 简介↑ |
| -------------------------------- | ------------------------- | ------------------------------ | ----------------- | -------- | --- |
| 盧森堡大公                       | 亨利                      |                                | 1月31日至2月日    | 出席赛会 | 来华出席北京冬奥会开幕式。 |
| 摩納哥亲王                       | 阿尔贝二世                |                                | 2月2日至日        | 出席赛会 | 来华出席北京冬奥会开幕式。 |
| 总统                             | 吉列尔莫·拉索             | 中国国家主席习近平             | 2月3日至6日       | 正式访问 | 对中华人民共和国进行正式访问并出席北京冬奥会开幕式。                                                                                      |
| 柬埔寨国王                       | 诺罗敦·西哈莫尼           |                                | 2月3日至5日       | 出席赛会 | 来华出席北京冬奥会开幕式。 |
| 新加坡总统                       | 哈莉玛·雅各布             |                                | 2月3日至日        | 出席赛会 | 来华出席北京冬奥会开幕式。 |
| 总统                             | 萨德尔·扎帕罗夫           |                                | 2月3日至日        | 出席赛会 | 来华出席北京冬奥会开幕式。 |
| 总统                             | 托卡耶夫                  |                                | 2月3日至日        | 出席赛会 | 来华出席北京冬奥会开幕式。 |
| 埃及总统                         | 阿卜杜勒-法塔赫·塞西      |                                | 2月3日至日        | 出席赛会 | 来华出席北京冬奥会开幕式。 |
| 总统                             | 埃莫马利·拉赫蒙           |                                | 2月4日至日        | 出席赛会 | 来华出席北京冬奥会开幕式。 |
| 塞爾維亞总统                     | 亚历山大·武契奇           |                                | 2月4日至日        | 出席赛会 | 来华出席北京冬奥会开幕式。 |
| 总统                             | 沙夫卡特·米尔济约耶夫     |                                | 2月4日至日        | 出席赛会 | 来华出席北京冬奥会开幕式。 |
| 总统                             | 别尔德穆哈梅多夫          |                                | 2月4日至日        | 出席赛会 | 来华出席北京冬奥会开幕式。 |
| 阿根廷总统                       | 阿尔韦托·费尔南德斯       |                                | 2月4日至6日       | 出席赛会 | 访华并出席北京冬奥会开幕式。 |
| 俄羅斯总统                       | 弗拉基米尔·普京           | 中国国家主席习近平             | 2月4日            | 出席赛会 | 访华并出席北京冬奥会开幕式。 |
| 波蘭总统                         | 安杰伊·杜达               |                                | 2月4日至日        | 出席赛会 | 来华出席北京冬奥会开幕式。 |
| 埃米尔                           | 塔米姆·本·哈迈德·阿勒萨尼 |                                | 2月4日至日        | 出席赛会 | 来华出席北京冬奥会开幕式。 |
| 柬埔寨国王                       | 诺罗敦·西哈莫尼           |                                | 3月4日至4月12日   | 查体修养 | 每年与太后诺罗敦·莫尼列来华两次例行体检。                                                                                                 |
| 印度尼西亞总统                   | 佐科·维多多               | 中国国家主席习近平             | 7月25日至26日     | 工作访问 | 对中华人民共和国进行访问。 |
| 柬埔寨国王                       | 诺罗敦·西哈莫尼           |                                | 8月21日至9月29日  | 查体修养 | 每年与太后诺罗敦·莫尼列来华两次例行体检，期间出席纪念柬埔寨太皇西哈努克诞辰100周年招待会。                                                |
| 越南共产党中央总书记             | 阮富仲                    | 中共中央总书记、国家主席习近平 | 10月30日至11月1日 | 正式访问 | 对中华人民共和国进行正式访问。这是越共十三大后阮富仲首次出访。                                                                            |
| 坦桑尼亚总统                     | 萨米娅·苏卢胡·哈桑        | 中国国家主席习近平             | 11月2日至4日      | 国事访问 | 对中华人民共和国进行国事访问。这是新冠疫情爆发以来，中国接待的首场国事访问。                                                              |
| 古巴共产党中央第一书记、国家主席 | 米格尔·迪亚斯-卡内尔      | 中共中央总书记、国家主席习近平 | 11月24日至26日    | 国事访问 | 对中华人民共和国进行国事访问。这是迪亚斯-卡内尔在古共八大当选第一书记后首次访华，也是古巴最高领导人首次以古共中央第一书记的党职身份来访。 |
| 蒙古国总统                       | 乌赫那·呼日勒苏赫         | 中国国家主席习近平             | 11月27日至28日    | 国事访问 | 对中华人民共和国进行国事访问。 |
| 人革党中央总书记、国家主席       | 通伦·西苏里               | 中共中央总书记、国家主席习近平 | 11月29日至12月1日 | 国事访问 | 对中华人民共和国进行国事访问。此访期间江泽民逝世。                                                                                        |

## 2023年
| 国家元首及最高领导人称号   | 来访者                        | 邀请者             | 日期               | 访问类型   | 简介↑                                                                                      |
| -------------------------- | ----------------------------- | ------------------ | ------------------ | ---------- | ------------------------------------------------------------------------------------------ |
| 菲律賓总统                 | 小费迪南德·马科斯             | 中国国家主席习近平 | 1月3日至5日        | 国事访问   | 对中华人民共和国进行国事访问。                                                             |
| 总统                       | 谢尔达尔·别尔德穆哈梅多夫     | 中国国家主席习近平 | 1月5日至6日        | 国事访问   | 对中华人民共和国进行国事访问。                                                             |
| 柬埔寨国王                 | 诺罗敦·西哈莫尼               |                    | 2月12日至3月16日   | 查体修养   | 每年与太后诺罗敦·莫尼列来华两次例行体检，期间习近平夫妇在京会见。                          |
| 伊朗总统                   | 易卜拉欣·莱希                 | 中国国家主席习近平 | 2月14日至16日      | 国事访问   | 对中华人民共和国进行国事访问。                                                             |
| 白俄羅斯总统               | 亚历山大·卢卡申科             | 中国国家主席习近平 | 2月28日至3月2日    | 国事访问   | 对中华人民共和国进行国事访问。                                                             |
| 法國总统                   | 埃马纽埃尔·马克龙             | 中国国家主席习近平 | 4月4日至7日        | 国事访问   | 对中华人民共和国进行国事访问。                                                             |
| 巴西总统                   | 路易斯·伊纳西奥·卢拉·达席尔瓦 | 中国国家主席习近平 | 4月12日至15日      | 国事访问   | 对中华人民共和国进行国事访问。原定访问时间为3月26日至31日，但由于罹患流感和肺炎推迟至4月。 |
| 加彭总统                   | 阿里·邦戈·翁丁巴              | 中国国家主席习近平 | 4月18日至21日      | 国事访问   | 对中华人民共和国进行国事访问。                                                             |
| 总统                       | 埃莫马利·拉赫蒙               | 中国国家主席习近平 | 5月16日至19日      | 国事访问   | 对中华人民共和国进行国事访问，并出席中国—中亚峰会。                                        |
| 总统                       | 卡西姆若马尔特·托卡耶夫       | 中国国家主席习近平 | 5月17日至19日      | 国事访问   | 对中华人民共和国进行国事访问，并出席中国—中亚峰会。                                        |
| 总统                       | 萨德尔·扎帕罗夫               | 中国国家主席习近平 | 5月17日至20日      | 国事访问   | 对中华人民共和国进行国事访问，并出席中国—中亚峰会。                                        |
| 总统                       | 沙夫卡特·米尔济约耶夫         | 中国国家主席习近平 | 5月18日至19日      | 国事访问   | 对中华人民共和国进行国事访问，并出席中国—中亚峰会。                                        |
| 总统                       | 谢尔达尔·别尔德穆哈梅多夫     | 中国国家主席习近平 | 5月18日至19日      | 出席会议   | 来华出席中国—中亚峰会。                                                                    |
| 总统                       | 伊萨亚斯·阿费沃基             | 中国国家主席习近平 | 5月14日至19日      | 国事访问   | 对中华人民共和国进行国事访问。                                                             |
| 刚果民主共和国总统         | 菲利克斯·齊塞克迪             | 中国国家主席习近平 | 5月24日至29日      | 国事访问   | 对中华人民共和国进行国事访问。                                                             |
| 总统                       | 希奥玛拉·卡斯特罗             | 中国国家主席习近平 | 6月9日至14日       | 国事访问   | 对中华人民共和国进行国事访问。这是双方建交以来洪都拉斯总统首次访华。                       |
| 巴勒斯坦总统               | 马哈茂德·阿巴斯               | 中国国家主席习近平 | 6月13日至16日      | 国事访问   | 对中华人民共和国进行国事访问。                                                             |
| 人革党中央总书记、国家主席 | 通伦·西苏里                   |                    | 6月15日至21日      | 访问考察   | 到云南、广西和重庆访问考察，受习近平委托，李希代表中共中央在昆明看望并会见。               |
| 马拉维总统                 | 拉扎勒斯·查克维拉             |                    | 6月28日至7月2日    | 出席会议   | 来华出席第三届中非经贸博览会，韩正在湖南长沙会见。                                         |
| 阿尔及利亚总统             | 阿卜杜勒-马吉德·特本          | 中国国家主席习近平 | 7月17日至21日      | 国事访问   | 对中华人民共和国进行国事访问。                                                             |
| 总统                       | 伊尔凡·阿里                   |                    | 7月25日至8月1日    | 出席赛会   | 出席成都第31届世界大学生夏季运动会开幕式。                                                 |
| 印度尼西亞总统             | 佐科·維多多                   |                    | 7月27日至28日      | 出席赛会   | 出席成都第31届世界大学生夏季运动会开幕式。                                                 |
| 毛里塔尼亚总统             | 穆罕默德·乌尔德·加祖瓦尼      |                    | 7月28日至30日      | 出席赛会   | 出席成都第31届世界大学生夏季运动会开幕式。                                                 |
| 总统                       | 埃瓦里斯特·恩达伊希米耶       |                    | 7月28日至31日      | 出席赛会   | 出席成都第31届世界大学生夏季运动会开幕式。                                                 |
| 柬埔寨国王                 | 诺罗敦·西哈莫尼               |                    | 8月28日至9月30日   | 查体修养   | 每年与太后诺罗敦·莫尼列来华两次例行体检，期间出席杭州第19届亚洲运动会开幕式。              |
| 总统                       | 帕特里斯·阿塔纳斯·纪尧姆·塔隆 | 中国国家主席习近平 | 8月31日至9月3日    | 国事访问   | 对中华人民共和国进行国事访问，并出席2023年服贸会全球服务贸易峰会。                         |
| 委內瑞拉总统               | 尼古拉斯·马杜罗·莫罗斯        | 中国国家主席习近平 | 9月8日至14日       | 国事访问   | 对中华人民共和国进行国事访问。                                                             |
| 尚比亞总统                 | 哈凯恩德·希奇莱马             | 中国国家主席习近平 | 9月10日至16日      | 国事访问   | 对中华人民共和国进行国事访问。                                                             |
| 叙利亚总统                 | 巴沙尔·阿萨德                 | 中国国家主席习近平 | 9月21日至26日      | 出席赛会   | 出席杭州第19届亚洲运动会开幕式。                                                           |
| 智利总统                   | 加布里埃尔·博里奇             | 中国国家主席习近平 | 10月14日至18日     | 国事访问   | 对中华人民共和国进行国事访问，并出席第三届一带一路国际合作高峰论坛。                       |
| 印度尼西亞总统             | 佐科·维多多                   | 中国国家主席习近平 | 10月16日至18日     | 国事访问   | 对中华人民共和国进行国事访问，并出席第三届一带一路国际合作高峰论坛。                       |
| 人革党中央总书记、国家主席 | 通伦·西苏里                   |                    | 10月16日至20日     | 工作访问   | 对中华人民共和国进行工作访问，并出席第三届一带一路国际合作高峰论坛。                       |
| 斯里蘭卡总统               | 拉尼尔·维克拉马辛哈           | 中国国家主席习近平 | 10月16日至20日     | 出席会议   | 出席第三届一带一路国际合作高峰论坛。                                                       |
| 阿根廷总统                 | 阿尔韦托·费尔南德斯           |                    | 10月17日至18日左右 | 出席会议   | 出席第三届一带一路国际合作高峰论坛。                                                       |
| 刚果共和国总统             | 德尼·萨苏-恩格索              |                    | 10月17日至18日左右 | 出席会议   | 出席第三届一带一路国际合作高峰论坛。                                                       |
| 总统                       | 卡西姆若马尔特·托卡耶夫       |                    | 10月17日至18日左右 | 出席会议   | 出席第三届一带一路国际合作高峰论坛。                                                       |
| 总统                       | 威廉·萨莫伊·鲁托              |                    | 10月17日至18日左右 | 出席会议   | 出席第三届一带一路国际合作高峰论坛。                                                       |
| 蒙古国总统                 | 乌赫那·呼日勒苏赫             |                    | 10月17日至18日左右 | 出席会议   | 出席第三届一带一路国际合作高峰论坛。                                                       |
| 俄羅斯总统                 | 弗拉基米尔·普京               |                    | 10月17日至18日左右 | 出席会议   | 出席第三届一带一路国际合作高峰论坛。                                                       |
| 塞爾維亞总统               | 亚历山大·武契奇               |                    | 10月17日至18日左右 | 出席会议   | 出席第三届一带一路国际合作高峰论坛。                                                       |
| 总统                       | 沙夫卡特·米尔济约耶夫         |                    | 10月17日至18日左右 | 出席会议   | 出席第三届一带一路国际合作高峰论坛。                                                       |
| 越南国家主席               | 武文赏                        |                    | 10月17日至18日左右 | 出席会议   | 出席第三届一带一路国际合作高峰论坛。                                                       |
| 哥伦比亚总统               | 古斯塔沃·佩特罗               | 中国国家主席习近平 | 10月24日至26日     | 国事访问   | 对中华人民共和国进行国事访问。                                                             |
| 乌拉圭总统                 | 路易斯·阿尔韦托·拉卡列·波乌   | 中国国家主席习近平 | 11月20日至24日     | 国事访问   | 对中华人民共和国进行国事访问。                                                             |
| 白俄羅斯总统               | 亚历山大·卢卡申科             |                    | 12月3日至4日       | 非正式访问 | 对中华人民共和国进行非正式访问。                                                           |
| 柬埔寨国王                 | 诺罗敦·西哈莫尼               |                    | 12月19日至21日     | 访问       | 访问福建。                                                                                 |

## 2024年
| 国家元首及最高领导人称号             | 来访者                                | 邀请者                         | 日期             | 访问类型 | 简介↑ |
| ------------------------------------ | ------------------------------------- | ------------------------------ | ---------------- | -------- | --- |
| 馬爾地夫总统                         | 穆罕默德·穆伊兹                       | 中国国家主席习近平             | 1月8日至12日     | 国事访问 | 对中华人民共和国进行国事访问。 |
| 总统                                 | 沙夫卡特·米尔济约耶夫                 | 中国国家主席习近平             | 1月23日至25日    | 国事访问 | 对中华人民共和国进行国事访问。 |
| 柬埔寨国王                           | 诺罗敦·西哈莫尼                       |                                | 2月26日至3月28日 | 查体修养 | 每年与太后诺罗敦·莫尼列来华两次例行体检。 |
| 总统                                 | 朱利叶斯·马达·比奥                    | 中国国家主席习近平             | 2月27日至3月2日  | 国事访问 | 对中华人民共和国进行国事访问。 |
| 安哥拉总统                           | 若昂·洛伦索                           | 中国国家主席习近平             | 3月14日至17日    | 国事访问 | 对中华人民共和国进行国事访问。 |
| 瑙鲁总统                             | 戴维·阿迪昂                           | 中国国家主席习近平             | 3月24日至29日    | 国事访问 | 对中华人民共和国进行国事访问，并出席博鳌亚洲论坛。这是双方复交以来瑙鲁总统首次访华。                                                                  |
| 总统                                 | 托卡耶夫                              |                                | 3月28日至29日    | 工作访问 | 对中华人民共和国进行工作访问，并出席博鳌亚洲论坛。 |
| 密克羅尼西亞聯邦总统                 | 韦斯利·西米纳                         | 中国国家主席习近平             | 4月5日至12日     | 国事访问 | 对中华人民共和国进行国事访问。 |
| 苏里南总统                           | 昌·单多吉                             | 中国国家主席习近平             | 4月11日至17日    | 国事访问 | 对中华人民共和国进行国事访问。 |
| 俄羅斯总统                           | 弗拉基米尔·普京                       | 中国国家主席习近平             | 5月16日至17日    | 国事访问 | 对中华人民共和国进行国事访问。 |
| 新加坡总统                           | 尚达曼                                |                                | 5月内            | 私人访问 | 访问潮汕地区。 |
| 赤道几内亚总统                       | 特奥多罗·奥比昂·恩圭马·姆巴索戈       | 中国国家主席习近平             | 5月26日至31日    | 国事访问 | 对中华人民共和国进行国事访问。 |
| 埃及总统                             | 阿卜杜勒-法塔赫·塞西                  | 中国国家主席习近平             | 5月28日至31日    | 国事访问 | 对中华人民共和国进行国事访问，并出席中国—阿拉伯国家合作论坛第十届部长级会议。                                                                         |
| 巴林国王                             | 哈马德·本·伊萨·本·萨勒曼·阿勒哈利法   | 中国国家主席习近平             | 5月29日至6月1日  | 国事访问 | 对中华人民共和国进行国事访问，并出席中国—阿拉伯国家合作论坛第十届部长级会议。                                                                         |
| 阿联酋总统                           | 穆罕默德·本·扎耶德·阿勒纳哈扬         | 中国国家主席习近平             | 5月29日至31日    | 国事访问 | 对中华人民共和国进行国事访问，并出席中国—阿拉伯国家合作论坛第十届部长级会议。                                                                         |
| 突尼西亞总统                         | 凯斯·赛义德                           | 中国国家主席习近平             | 5月29日至6月1日  | 国事访问 | 对中华人民共和国进行国事访问，并出席中国—阿拉伯国家合作论坛第十届部长级会议。这是“阿拉伯之春”后，突尼斯总统首次访华，也是突尼斯总统时隔33年再次访华。 |
| 波蘭总统                             | 安杰伊·杜达                           | 中国国家主席习近平             | 6月22日至26日    | 国事访问 | 对中华人民共和国进行国事访问，并出席第十五届夏季达沃斯论坛。                                                                                          |
| 秘魯总统                             | 迪娜·博鲁阿尔特                       | 中国国家主席习近平             | 6月25日至29日    | 国事访问 | 对中华人民共和国进行国事访问。 |
| 总统                                 | 乌马罗·西索科·恩巴洛                  | 中国国家主席习近平             | 7月9日至13日     | 国事访问 | 对中华人民共和国进行国事访问。 |
| 东帝汶总统                           | 若泽·拉莫斯·奥尔塔                    | 中国国家主席习近平             | 7月28日至31日    | 国事访问 | 对中华人民共和国进行国事访问。这是双方建交以来东帝汶总统首次来华国事访问。                                                                            |
| 柬埔寨国王                           | 诺罗敦·西哈莫尼                       |                                | 8月14日至16日    | 访问     | 访问新疆。 |
| 越南共产党中央总书记、国家主席       | 苏林                                  | 中共中央总书记、国家主席习近平 | 8月18日至20日    | 国事访问 | 对中华人民共和国进行国事访问。 |
| 柬埔寨国王                           | 诺罗敦·西哈莫尼                       |                                | 8月26日至9月23日 | 查体修养 | 每年与太后诺罗敦·莫尼列来华两次例行体检。 |
| 中非总统                             | 福斯坦-阿尔尚热·图瓦德拉              |                                | 8月28日至        | 出席会议 | 来华出席中非合作论坛北京峰会。 |
| 尚比亞总统                           | 哈凯恩德·希奇莱马                     | 8月31日至                      |                  | 出席会议 | 来华出席中非合作论坛北京峰会。 |
| 南蘇丹总统                           | 萨尔瓦·基尔·马亚尔迪特                | 9月1日至                       |                  | 出席会议 | 来华出席中非合作论坛北京峰会。 |
| 总统                                 | 伊萨亚斯·阿费沃基                     | 9月1日至                       |                  | 出席会议 | 来华出席中非合作论坛北京峰会。 |
| 总统                                 | 阿扎利·阿苏马尼                       | 9月1日至                       |                  | 出席会议 | 来华出席中非合作论坛北京峰会。 |
| 过渡总统                             | 阿西米·戈伊塔                         | 9月1日至                       |                  | 出席会议 | 来华出席中非合作论坛北京峰会。 |
| 几内亚过渡总统                       | 马马迪·敦布亚                         | 9月1日至                       |                  | 出席会议 | 来华出席中非合作论坛北京峰会。 |
| 加彭过渡总统                         | 布里斯·克洛泰尔·奥利吉·恩圭马         | 9月1日至                       |                  | 出席会议 | 来华出席中非合作论坛北京峰会。 |
| 多哥总统                             | 福雷·纳辛贝                           | 9月1日至                       |                  | 出席会议 | 来华出席中非合作论坛北京峰会。 |
| 赤道几内亚总统                       | 奥比昂                                | 9月1日至                       |                  | 出席会议 | 来华出席中非合作论坛北京峰会。 |
| 塞舌尔总统                           | 瓦韦尔·拉姆卡拉旺                     | 9月1日至                       |                  | 出席会议 | 来华出席中非合作论坛北京峰会。 |
| 刚果民主共和国总统                   | 费利克斯·齐塞克迪                     | 9月1日至                       |                  | 出席会议 | 来华出席中非合作论坛北京峰会。 |
| 总统                                 | 伊斯梅尔·奥马尔·盖莱                  | 9月1日至                       |                  | 出席会议 | 来华出席中非合作论坛北京峰会。 |
| 莫桑比克总统                         | 菲利佩·纽西                           | 9月1日至                       |                  | 出席会议 | 来华出席中非合作论坛北京峰会。 |
| 纳米比亚总统                         | 南戈洛·姆本巴                         | 9月2日至                       |                  | 出席会议 | 来华出席中非合作论坛北京峰会。 |
| 总统                                 | 穆罕默德·代比                         | 9月2日至                       |                  | 出席会议 | 来华出席中非合作论坛北京峰会。 |
| 马拉维总统                           | 拉扎勒斯·查克维拉                     | 9月2日至                       |                  | 出席会议 | 来华出席中非合作论坛北京峰会。 |
| 总统                                 | 威廉·鲁托                             | 9月2日至                       |                  | 出席会议 | 来华出席中非合作论坛北京峰会。 |
| 坦桑尼亚总统                         | 萨米娅·苏卢胡·哈桑                    | 9月3日至                       |                  | 出席会议 | 来华出席中非合作论坛北京峰会。 |
| 毛里塔尼亚总统                       | 穆罕默德·乌尔德·加祖瓦尼              | 9月3日至                       |                  | 出席会议 | 来华出席中非合作论坛北京峰会。 |
| 总统                                 | 朱利叶斯·马达·比奥                    | 9月3日至                       |                  | 出席会议 | 来华出席中非合作论坛北京峰会。 |
| 总统                                 | 埃瓦里斯特·恩达伊希米耶               | 9月3日至                       |                  | 出席会议 | 来华出席中非合作论坛北京峰会。 |
| 利比亞总统委员会主席                 | 穆罕默德·门菲                         | 9月3日至                       |                  | 出席会议 | 来华出席中非合作论坛北京峰会。 |
| 总统                                 | 乌马罗·西索科·恩巴洛                  | 9月3日至                       |                  | 出席会议 | 来华出席中非合作论坛北京峰会。 |
| 卢旺达总统                           | 保罗·卡加梅                           | 9月3日至                       |                  | 出席会议 | 来华出席中非合作论坛北京峰会。 |
| 总统                                 | 莫克维齐·马西西                       | 9月3日至                       |                  | 出席会议 | 来华出席中非合作论坛北京峰会。 |
| 总统                                 | 哈桑·谢赫·马哈茂德                    | 9月3日至                       |                  | 出席会议 | 来华出席中非合作论坛北京峰会。 |
| 苏丹主权委员会主席                   | 阿卜杜勒·法塔赫·阿卜杜勒拉赫曼·布尔汉 | 9月3日至                       |                  | 出席会议 | 来华出席中非合作论坛北京峰会。 |
| 总统                                 | 纳纳·阿库福-阿多                      | 9月3日至                       |                  | 出席会议 | 来华出席中非合作论坛北京峰会。 |
| 总统                                 | 阿达马·巴罗                           | 9月3日至                       |                  | 出席会议 | 来华出席中非合作论坛北京峰会。 |
| 利比里亚总统                         | 约瑟夫·博阿凯                         | 9月4日至                       |                  | 出席会议 | 来华出席中非合作论坛北京峰会。 |
| 喀麦隆总统                           | 保罗·比亚                             | 9月4日至                       |                  | 出席会议 | 来华出席中非合作论坛北京峰会。 |
| 马达加斯加总统                       | 安德里·拉乔利纳                       | 9月4日至                       |                  | 出席会议 | 来华出席中非合作论坛北京峰会。 |
| 辛巴威总统                           | 埃默森·姆南加古瓦                     | 中国国家主席习近平             | 8月29日至9月6日  | 国事访问 | 对中华人民共和国进行国事访问，并出席中非合作论坛。 |
| 奈及利亞总统                         | 博拉·蒂努布                           | 中国国家主席习近平             | 9月1日至         | 国事访问 | 对中华人民共和国进行国事访问，并出席中非合作论坛。 |
| 南非总统                             | 拉马福萨                              | 中国国家主席习近平             | 9月2日至5日      | 国事访问 | 对中华人民共和国进行国事访问，并出席中非合作论坛。 |
| 塞内加尔总统                         | 巴西鲁·迪奥马耶·法耶                  | 中国国家主席习近平             | 9月2日至8日      | 国事访问 | 对中华人民共和国进行国事访问，并出席中非合作论坛。 |
| 刚果共和国总统                       | 德尼·萨苏-恩格索                      | 中国国家主席习近平             | 9月2日至10日     | 国事访问 | 对中华人民共和国进行国事访问，并出席中非合作论坛。 |
| 马来西亚最高元首                     | 易卜拉欣·伊斯干达                     | 中国国家主席习近平             | 9月19日至22日    | 国事访问 | 对中华人民共和国进行国事访问。 |
| 芬兰总统                             | 亚历山大·斯图布                       | 中国国家主席习近平             | 10月28至31日     | 国事访问 | 对中华人民共和国进行国事访问。 |
| 緬甸国家管理委员会主席、代总统、总理 | 敏昂莱                                |                                | 11月5至10日      | 出席会议 | 来华出席大湄公河次区域经济合作第八次领导人会议。 |
| 義大利总统                           | 塞尔焦·马达雷拉                       | 中国国家主席习近平             | 11月7日至12日    | 国事访问 | 对中华人民共和国进行国事访问。 |
| 印度尼西亞总统                       | 普拉博沃·苏比延多                     | 中国国家主席习近平             | 11月8日至10日    | 国事访问 | 对中华人民共和国进行国事访问。2024年3月31日至4月2日，曾以当选总统、大印尼行动党总主席身份访华。                                                       |
| 柬埔寨国王                           | 诺罗敦·西哈莫尼                       |                                | 12月19日至21日   | 访问     | 访问海南。 |

## 2025年
| 国家元首及最高领导人称号 | 来访者                        | 邀请者             | 日期            | 访问类型           | 简介↑ |
| ------------------------ | ----------------------------- | ------------------ | --------------- | ------------------ | --- |
| 斯里蘭卡总统             | 阿努拉·库马拉·迪萨纳亚克      | 中国国家主席习近平 | 1月14日至17日   | 国事访问           | 对中华人民共和国进行国事访问。                                                                                     |
| 总统                     | 萨德尔·扎帕罗夫               | 中国国家主席习近平 | 2月4日至7日     | 国事访问           | 对中华人民共和国进行国事访问，出席2025年亚洲冬季运动会开幕式。                                                     |
| 巴基斯坦总统             | 阿西夫·阿里·扎尔达里          | 中国国家主席习近平 | 2月4日至8日     | 国事访问           | 对中华人民共和国进行国事访问，出席2025年亚洲冬季运动会开幕式。                                                     |
| 苏丹                     | 哈桑纳尔·博尔基亚             | 中国国家主席习近平 | 2月5日至7日     | 国事访问           | 对中华人民共和国进行国事访问，出席2025年亚洲冬季运动会开幕式。                                                     |
| 柬埔寨国王               | 诺罗敦·西哈莫尼               |                    | 3月3日至4月7日  | 查体修养           | 每年与太后诺罗敦·莫尼列来华两次例行体检。                                                                          |
| 总统                     | 威廉·鲁托                     | 中国国家主席习近平 | 4月22日至26日   | 国事访问           | 对中华人民共和国进行国事访问。                                                                                     |
| 总统                     | 伊利哈姆·阿利耶夫             | 中国国家主席习近平 | 4月22日至24日   | 国事访问           | 对中华人民共和国进行国事访问。                                                                                     |
| 巴西总统                 | 路易斯·伊纳西奥·卢拉·达席尔瓦 | 中国国家主席习近平 | 5月10日至14日   | 国事访问           | 对中华人民共和国进行国事访问。期间出席中拉论坛第四届部长级会议。                                                   |
| 哥伦比亚总统             | 古斯塔沃·佩特罗               |                    | 5月10日至17日   | 出席会议           | 来华出席中拉论坛第四届部长级会议。                                                                                 |
| 智利总统                 | 加夫列尔·博里奇               | 5月12日至14日      |                 | 出席会议           | 来华出席中拉论坛第四届部长级会议。                                                                                 |
| 基里巴斯总统             | 塔内希·马茂                   |                    | 5月28日至29日   | 出席会议           | 来华出席第三次中国—太平洋岛国外长会。                                                                              |
| 白俄羅斯总统             | 亚历山大·卢卡申科             |                    | 6月2日至4日     | 非正式访问         | 对中华人民共和国进行非正式访问。                                                                                   |
| 总统                     | 乌马罗·西索科·恩巴洛          |                    | 6月5日          |                    | 对中华人民共和国澳门特别行政区进行访问。                                                                           |
| 总统                     | 丹尼尔·诺沃亚                 |                    | 6月23日至27日   | 出席会议           | 来华出席出席第十六届夏季达沃斯论坛。                                                                               |
| 瑙鲁总统                 | 戴维·阿迪昂                   |                    | 7月6日至9日     | 寻根谒祖及参访交流 | 访问广东，前往江门开平寻根谒祖，前往深圳参访交流。                                                                 |
| 俄羅斯总统               | 普京                          | 中国国家主席习近平 | 8月31日至9月3日 | 国事访问           | 对中华人民共和国进行国事访问，期间出席上海合作组织天津峰会和中国人民抗日战争暨世界反法西斯战争胜利80周年纪念活动。 |
| 白俄羅斯总统             | 亚历山大·卢卡申科             |                    | 8月?日至?日     |                    | |
| 塞爾維亞总统             | 亚历山大·武契奇               |                    | 9月1日至6日     |                    | |
| 印度尼西亞总统           | 普拉博沃·苏比延多             |                    | 9月             |                    | |
| 印度尼西亞总统           | 普拉博沃·苏比延多             |                    | 9月             |                    | |
| 越南国家主席             | 梁强                          |                    | 9月             |                    | |